# Эпей
Эпей (др.-греч. Ἐπειός) — в древнегреческой мифологии участник Троянской войны. Сын Панопея.
Он один из наименее уважаемых ахейских воинов. Отличался в основном грубой физической силой. Кулачный боец. Участвовал в состязаниях в честь Ахилла в кулачном бою. У Стесихора и Симия Родосского назван «ахейских царей водонос». Изображение «водоноса Атридов» было в храме Аполлона в Картее (Испания). Эпей создал деревянную статую Гермеса в храме Аполлона в Аргосе.
Строитель деревянного коня, с помощью которого была уничтожена Троя. Эту мысль предложил Одиссей. Либо научила его Афина, явившись ему во сне. Сидел в троянском коне.
При возвращении из-под Трои отторгнут бурей от Нестора и основал Метапонт. В храме Афины в Метапонте, основанном Эпеем, показывали железные орудия, которыми он соорудил коня. Поселился в Лагарии у Фурии (Южная Италия). Также основал Пизу в Италии.
Надпись на секире Эпея, посвящённой Афине, сочинил поэт Симий Родосский (Палатинская антология XV 22). Эта надпись — в форме двойного топора. Изображён на картине Полигнота в Дельфах обнажённым, разрушающим троянскую стену. После смерти его душа выбрала жизнь женщины, искусной в ремёслах.
Действующее лицо трагедии Еврипида «Эпей».